# Oltmannsiellopsidaceae
Oltmannsiellopsidaceae, porodica zelenih algi smlještena u vlastiti red Oltmannsiellopsidales. Postoji 11 vrsta unutar tri roda.

## Rodovi
1. Halochlorococcum P.J.L.Dangeard ex Guiry
2. Neodangemannia M.J.Wynne, G.Furnari, A.Kryvenda & T.Friedl
3. Oltmannsiellopsis M.Chihara & I.Inouye